# Championnat du Mozambique de football 2009
Navigation
Saison 2008 Saison 2010
La saison 2009 du Championnat du Mozambique de football est la trente-troisième édition du championnat de première division au Mozambique. Les quatorze meilleurs clubs du pays sont regroupés au sein d'une poule unique où ils s'affrontent deux fois, à domicile et à l'extérieur. En fin de saison, les trois derniers sont relégués et remplacés par les trois meilleurs clubs de deuxième division.
C'est le Clube Ferroviario de Maputo, tenant du titre, qui remporte à nouveau le championnat cette saison après avoir terminé en tête du classement final, avec trois points d'avance sur le Grupo Desportivo de Maputo et quatre sur le CD Costa do Sol. C'est le neuvième titre de champion du Mozambique de l'histoire du club, qui réussit même le doublé en s'imposant en finale de la Coupe du Mozambique face à Costa do Sol.

## Les clubs participants
| - CD Costa do Sol - CD Maxaquene - Chingale de Tete - Clube Ferroviario de Maputo - Clube Ferroviário de Nacala - Promu de D2 - Textáfrica do Chimoio - FC Lichinga | - Clube Ferroviario de Nampula - Clube Atlético Muçulmano da Matola - Clube Ferroviário da Beira - Liga Desportivo Muçulmana de Maputo - Grupo Desportivo de Maputo - CD Matchedje - Promu de D2 - GD HCB de Songo - Promu de D2 |

## Compétition

### Classement
Le barème utilisé pour établir le classement est le suivant :
- Victoire : 3 points
- Match nul : 1 point
- Défaite, forfait ou abandon : 0 point

| Rang | Équipe                              | Pts | J  | G  | N | P  | Bp | Bc | Diff |
| ---- | ----------------------------------- | --- | -- | -- | - | -- | -- | -- | ---- |
| 1    | Clube Ferroviário de Maputo'T'C     | 51  | 26 | 15 | 6 | 5  | 37 | 16 | +21  |
| 2    | Grupo Desportivo de Maputo          | 48  | 26 | 13 | 9 | 4  | 25 | 15 | +10  |
| 3    | CD Costa do Sol                     | 47  | 26 | 13 | 8 | 5  | 31 | 15 | +16  |
| 4    | Liga Desportivo Muçulmana de Maputo | 44  | 26 | 14 | 2 | 10 | 32 | 19 | +13  |
| 5    | CD Maxaquene                        | 39  | 26 | 11 | 6 | 9  | 21 | 21 | 0    |
| 6    | Clube Ferroviário da Beira          | 36  | 26 | 9  | 9 | 8  | 19 | 15 | +4   |
| 7    | CD MatchedjeP                       | 34  | 26 | 9  | 7 | 10 | 20 | 21 | -1   |
| 8    | Textáfrica do Chimoio               | 33  | 26 | 10 | 3 | 13 | 22 | 24 | -2   |
| 9    | GD HCB de SongoP                    | 33  | 26 | 8  | 9 | 9  | 18 | 21 | -3   |
| 10   | FC Lichinga                         | 31  | 26 | 8  | 7 | 11 | 18 | 31 | -13  |
| 11   | Clube Atlético Muçulmano da Matola  | 30  | 26 | 7  | 9 | 10 | 14 | 19 | -5   |
| 12   | Clube Ferroviário de Nampula        | 29  | 26 | 7  | 8 | 11 | 15 | 19 | -4   |
| 13   | Chingale de Tete                    | 29  | 26 | 7  | 8 | 11 | 20 | 26 | -6   |
| 14   | Clube Ferroviário de Nacala         | 15  | 26 | 4  | 3 | 19 | 14 | 44 | -30  |

|  | Qualification pour la Ligue des champions de la CAF 2010                                        |
|  | Qualification pour la Coupe de la confédération 2010                                            |
|  | Relégation directe en deuxième division                                                         |
|  | T : Tenant du titre C : Vainqueur de la Coupe du Mozambique P : Club promu de deuxième division |

## Bilan de la saison
| Championnat du Mozambique de football 2009                             |                                        |
| Champion                                                               | Clube Ferroviário de Maputo (9e titre) |
| Coupes et trophées                                                     |                                        |
| Vainqueur de la Coupe du Mozambique 2009                               | Clube Ferroviário de Maputo            |
| Qualifications continentales                                           |                                        |
| Ligue des champions de la CAF 2010                                     | Clube Ferroviário de Maputo            |
| Coupe de la confédération 2010                                         | CD Costa do Sol                        |
| Promotions et relégations                                              |                                        |
| Promus en Moçambola                                                    | Clube Ferroviário de Pemba             |
| Promus en Moçambola                                                    | Vilankulo FC                           |
| Promus en Moçambola                                                    | Sporting Clube da Beira                |
| Relégués en Championnat du Mozambique de football de deuxième division | Clube Ferroviário de Nampula           |
| Relégués en Championnat du Mozambique de football de deuxième division | Chingale de Tete                       |
| Relégués en Championnat du Mozambique de football de deuxième division | Clube Ferroviário de Nacala            |